# Manuel Gómez Pedraza
Manuel Gómez Pedraza (Santiago de Querétaro, 22 aprile 1789 – Città del Messico, 14 maggio 1851) è stato un politico e generale messicano.
Massone, nel 1818 Manuel Gómez Pedraza tentò di convertire la sconfitta elettorale della Loggia Escoscesa (Loggia di Rito scozzese antico ed accettato, aristocratica) in una vittoria di pressioni, uso indebito del potere, minacce e ricatti, riuscendo ad essere nominato presidente da alcuni organi locali, per tutta risposta la Loggia yorquina(Loggia di Rito di York, popolare e liberale) promosse l'insurrezione popolare conosciuta come Moti della Acordada che obbligarono Pedraza a rinunciare al ministero della guerra, di cui fu titolare dal 1824, e alle sue aspirazioni presidenziali, così il congresso nominò presidente Vicente Guerrero, suo  rivale alle elezioni presidenziali del 1829, al quale Guadalupe Victoria consegnò il potere il 1º aprile 1829, ritirandosi a Veracruz.
Tornato in Messico nel 1831 dopo un lungo esilio, fu eletto presidente del Messico nel 1832 e conservò la carica fino al 1833.